# 五叶悬钩子
五叶悬钩子（学名：Rubus quinquefoliolatus）为蔷薇科悬钩子属的植物，是中国的特有植物。分布在中国大陆的云南、贵州等地，生长于海拔1,550米至2,450米的地区，多生于山坡、溪边疏密林下以及分水岭杂木林中，目前尚未由人工引种栽培。